# Gmach Narodowego Banku Polskiego w Krakowie
Gmach Narodowego Banku Polskiego – zabytkowy budynek znajdujący się w Krakowie, w dzielnicy I przy ulicy Basztowej 20, pomiędzy placem Jana Matejki a ulicą Zacisze, na Kleparzu. Ma w nim siedzibę oddział Narodowego Banku Polskiego.

## Historia
Budynek wzniesiono na Kleparzu, przy ulicy Basztowej, na posesji ograniczonej od zachodu przez plac Matejki, a od wschodu przez ulicę Zacisze. W miejscu tym dawniej znajdował się zajazd, a następnie budynek, którego jedną połowę (do 1895) zajmował Hotel Lwowski (od 1879 „Centralny”), zaś drugą kamienica czynszowa z wejściem od strony ulicy Zacisze, w której w latach 1883–1895 mieszkał Stanisław Wyspiański, wówczas pod opieką swojej ciotki Joanny i jej męża Kazimierza Stankiewicza. Po powrocie z Paryża artysta urządził tam swoją pierwszą, krakowską pracownię – w mieszkaniu wuja, Kazimierza Rogowskiego, sąsiada  Stankiewiczów. Jeszcze przed rokiem 1914 zorganizowano konkurs na budowę w tym miejscu nowego hotelu. Planów tych jednak nie zrealizowano z powodu wybuchu I wojny światowej.
Po odzyskaniu przez Polskę niepodległości Polska Krajowa Kasa Pożyczkowa przeznaczyła posesję pod gmach tymczasowego banku emisyjnego. Budowę rozpoczęto w 1921 roku. Zapoczątkowano ją według projektu Kazimierza Wyczyńskiego. Po śmierci tego architekta (1923) jego miejsce zajął Teodor Hoffmann, który kierował pracami do ukończenia obiektu w 1925 roku. Tymczasem zlikwidowano Polską Krajową Kasę Pożyczkową, a w budynku umieszczono krakowski oddział Banku Polskiego.
W czasach II wojny światowej i okupacji hitlerowskiej w gmachu mieściła się główna siedziba Banku Emisyjnego Generalnego Gubernatorstwa, którego dyrektorem był Feliks Młynarski, były wiceprezes Banku Polskiego. Mieszkał on w tym budynku od 1940 roku do swojej śmierci (1972). 
Po II wojnie światowej w gmachu siedzibę znalazł krakowski oddział Narodowego Banku Polskiego, a obiekt przechodził doraźne remonty, przebudowy i unowocześnienia. W latach 70. XX wieku przeprowadzono remont sali operacyjnej w ramach którego całkowicie usunięto jej oryginalny wystrój, m.in. zmieniono posadzkę, zainstalowano ścianki działowe obłożone zielonym kamieniem. Z kolei w latach 2015–2016 przeprowadzono generalny remont gmachu, w ramach którego m.in. odnowiono elewację, odtworzono pierwotny wystrój sali operacyjnej banku (w tym posadzkę z wzorem szachownicy). Wykonano także nowe wejście do budynku od strony placu Matejki, a dawne mieszkania na piętrach zamieniono na przestrzeń biurową. Z oryginalnego wystroju przetrwała dekoracja stiukowa (w tym orzeł zygmuntowski na sali operacyjnej), kominki, dębowe drzwi sali operacyjnej.
W 2017 roku w elewację gmachu na rogu od strony placu Matejki i ulicy Basztowej wmurowano tablicę upamiętniającą fakt zamieszkiwania w tym miejscu Stanisława Wyspiańskiego. Obok znajduje się podobna tablica upamiętniająca Feliksa Młynarskiego.
16 listopada 1965 budynek został wpisany do rejestru zabytków. Znajduje się także w gminnej ewidencji zabytków.

## Architektura
Budynek jest przykładem architektury w nurcie klasycyzmu akademickiego, popularnego w latach 20. XX wieku, szczególnie w przypadku siedzib instytucji rządowych – władze odrodzonej Polski przywiązywały dużą wagę do odpowiedniego wizerunku takich gmachów, monumentalnego, by w ten sposób podkreślić siłę państwa i solidność jego podstaw. Dlatego również zlokalizowano bank w prestiżowym miejscu.
Monumentalność obiektu, który dzięki temu dostosowano do reprezentacyjnej zabudowy ulicy Basztowej, podkreśla fasada, ozdobiona ryzalitem z czterema kolumnami w wielkim porządku jońskim i belwederem. Cały gmach wieńczy ponadto attyka. Także materiały wykorzystane przy wznoszeniu budynku miały podkreślać jego wyjątkowy, dostojny charakter – wapień (z niego wykonano cokół) oraz płyty sztucznego kamienia (reszta obiektu), o różnych formach i fakturze.
Na szczycie fasady umieszczono dwie grupy rzeźb wykonanych w sztucznym kamieniu koloru czerwono-brązowego – alegorie rolnictwa (z lewej strony) i przemysłu (po prawej), które wyszły spod ręki Karola Hukana w latach 1922–1924. Nawiązują do działalności banku poprzez symboliczne przedstawienie dwóch sposobów zarabiania pieniędzy: pracą rąk ludzkich i produkcją przemysłową. Natomiast attykę ozdobiono płaskorzeźbionymi reliefami, autorstwa Stanisława Popławskiego, przedstawiającymi sylwetki nagich mężczyzn z festonami oraz (od strony zachodniej) „Byczki”, kompozycję z walczącymi żubrami. Jego dłuta są również medaliony przy portalu od strony ulicy Basztowej. 
Na parterze budynku umieszczono salę operacyjną banku, natomiast na piętrach znajdowały się głównie mieszkania zajmowane przez pracowników banku i ich rodziny, co było standardowym rozwiązaniem w przypadku gmachów publicznych w okresie międzywojennym. Wejścia dla pracowników umieszczono w bocznych elewacjach gmachu, wykonanych równie starannie co fasada. W podworcu znajdowały się stajnie, a potem garaże.
Gmach uchodzi za jeden z najlepszych przykładów klasycyzmu akademickiego, jakkolwiek niedługo po zakończeniu budowy krytycznie ocenił go Władysław Ekielski na łamach periodyku „Architekt”. Natomiast rzeźby, które zdobią obiekt częściowo reprezentują styl modernistyczny.

## Galeria

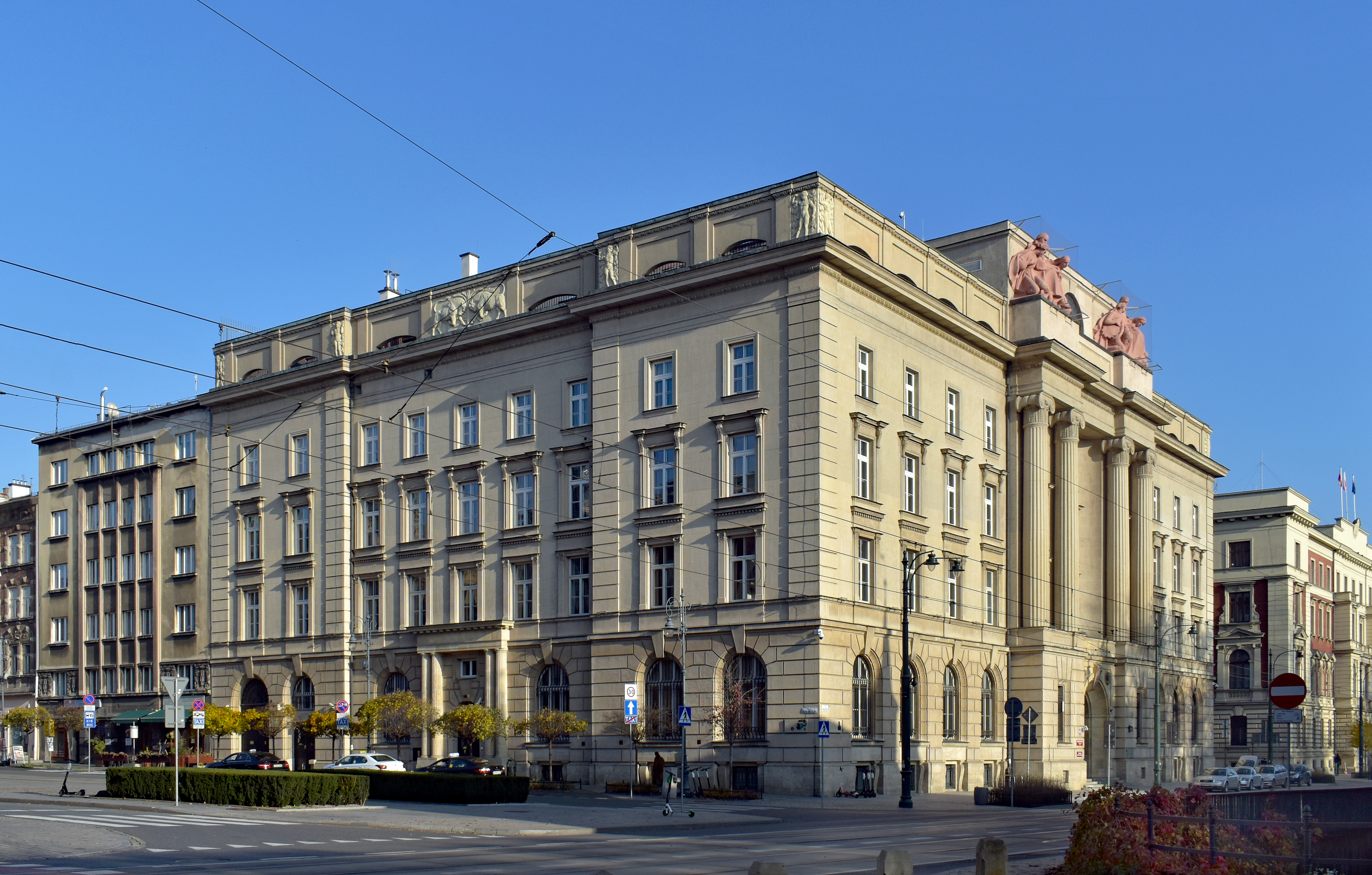
Budynek widziany z ul. Basztowej od strony pl. Matejki
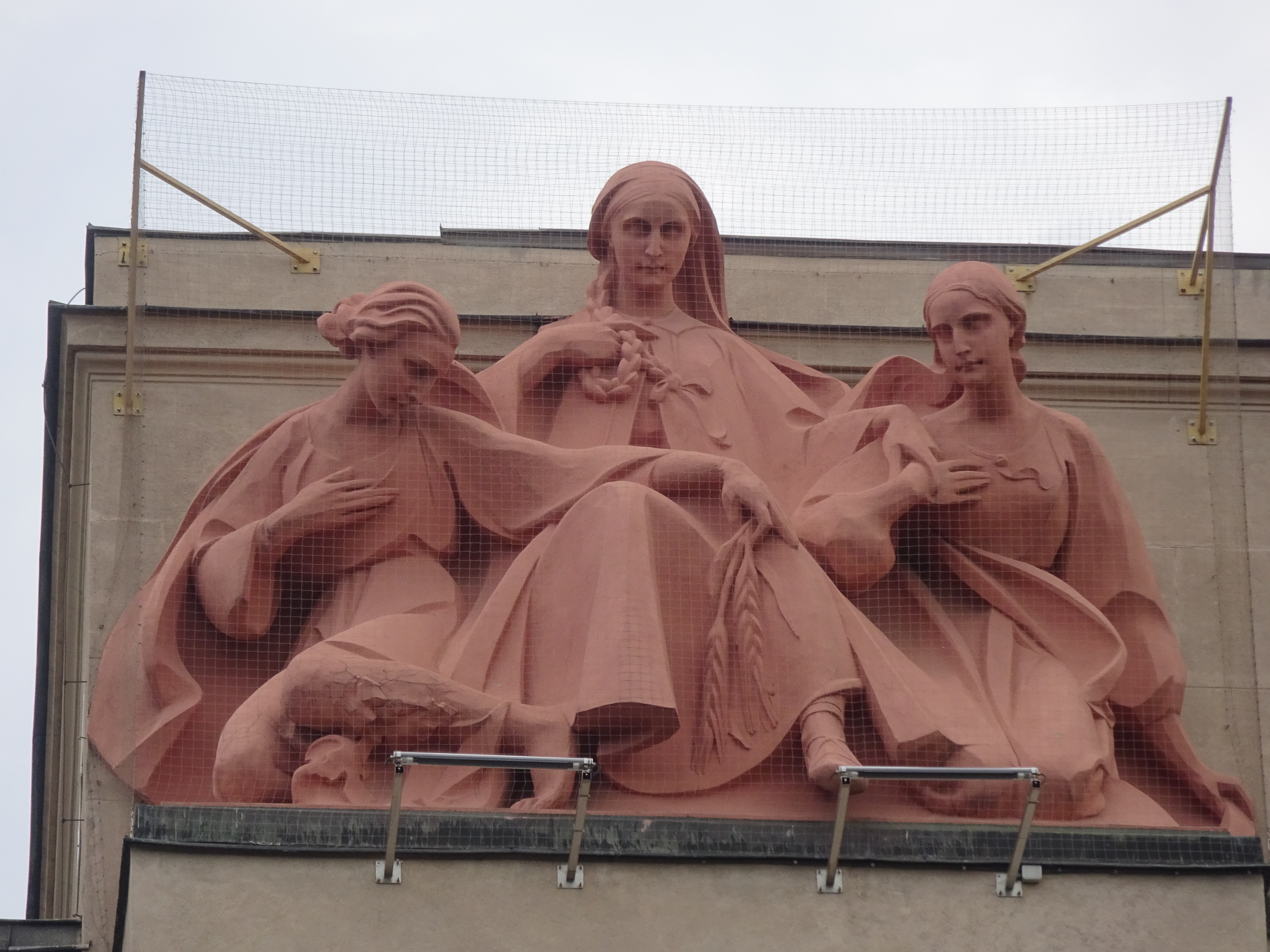
Alegoria rolnictwa, Karol Hukan, 1922–1924
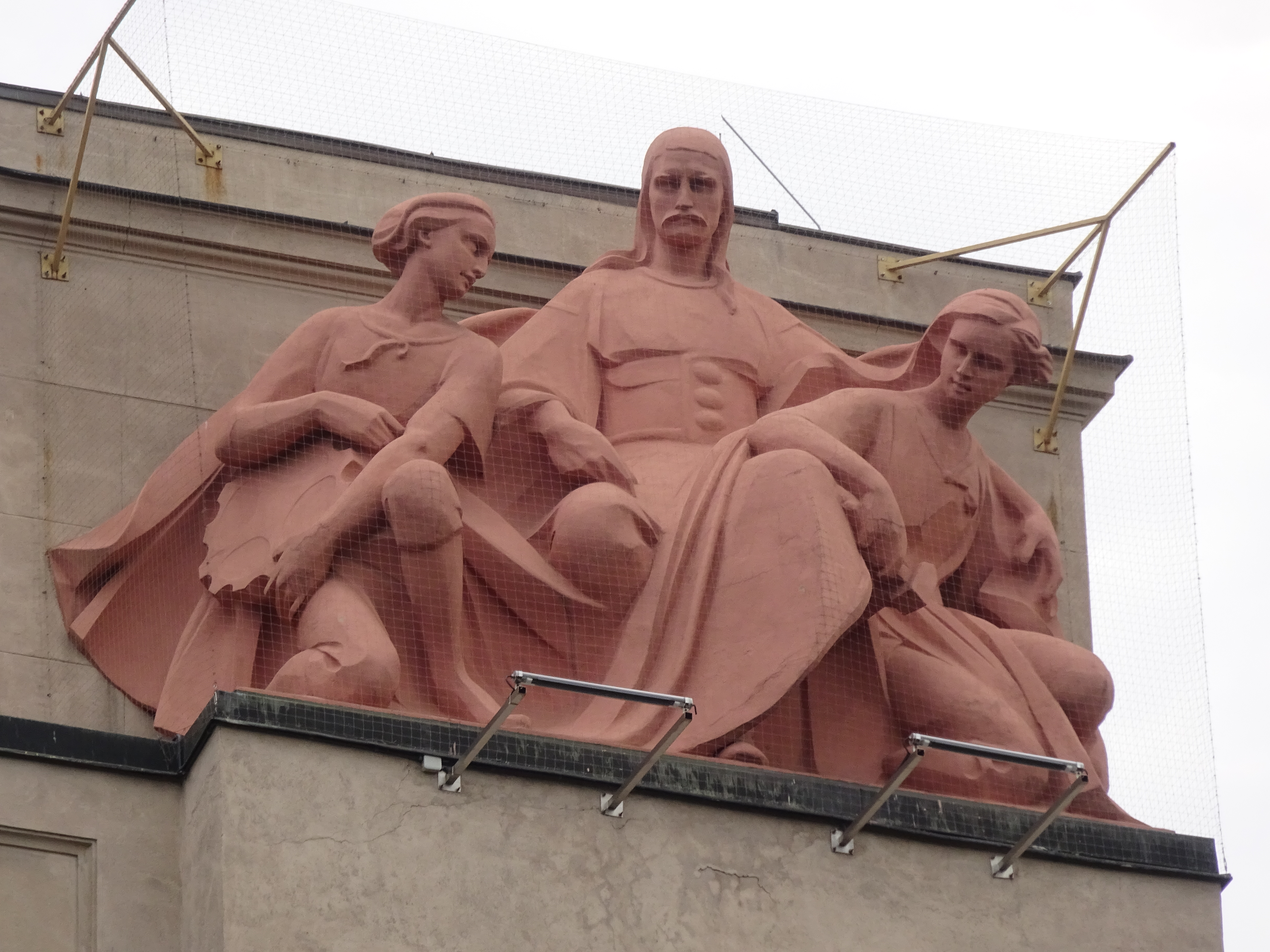
Alegoria przemysłu, Karol Hukan, 1922–1924
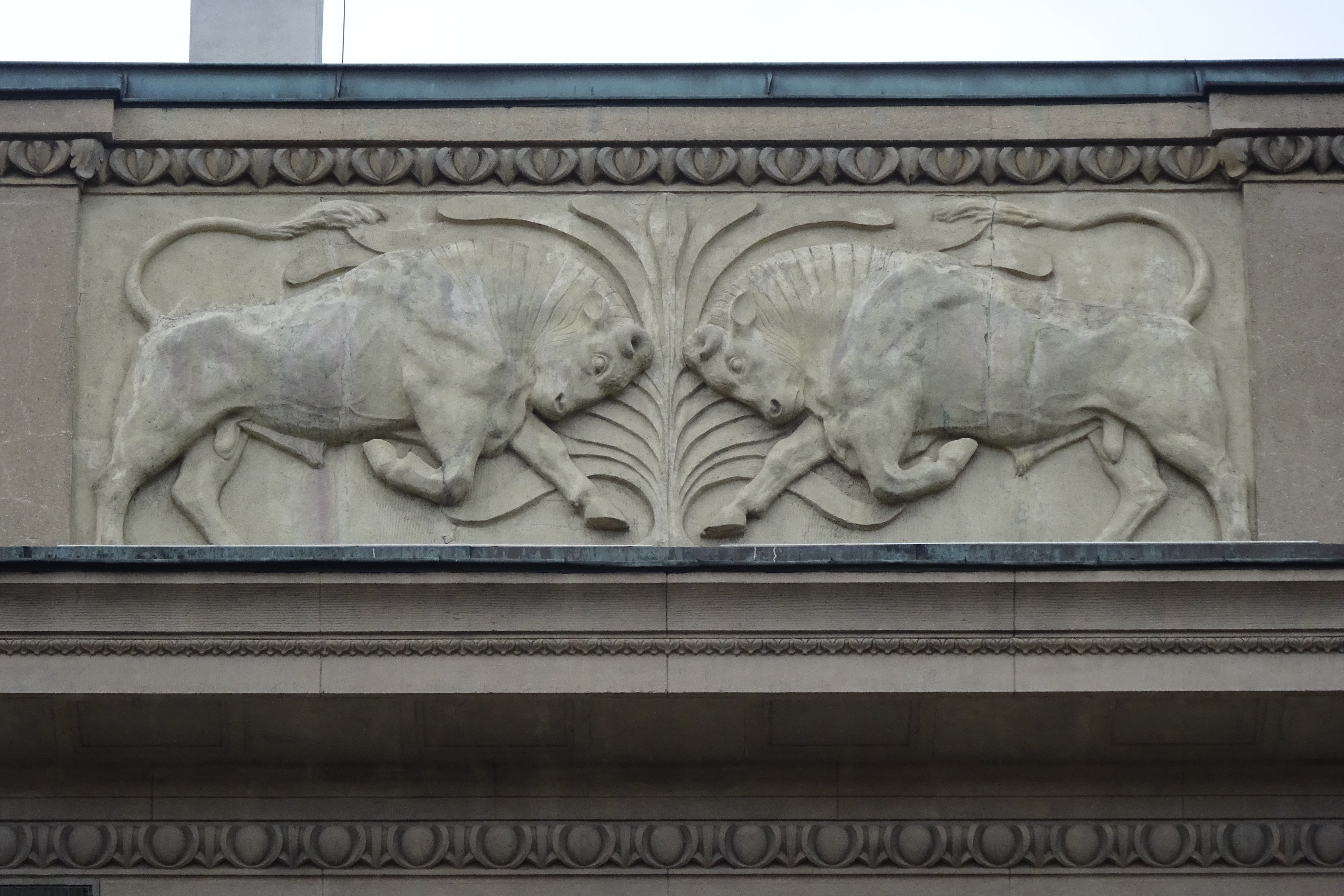
Płaskorzeźba „Byczki”, Stanisław Popławski, prawdopodobnie między 1921 a 1925
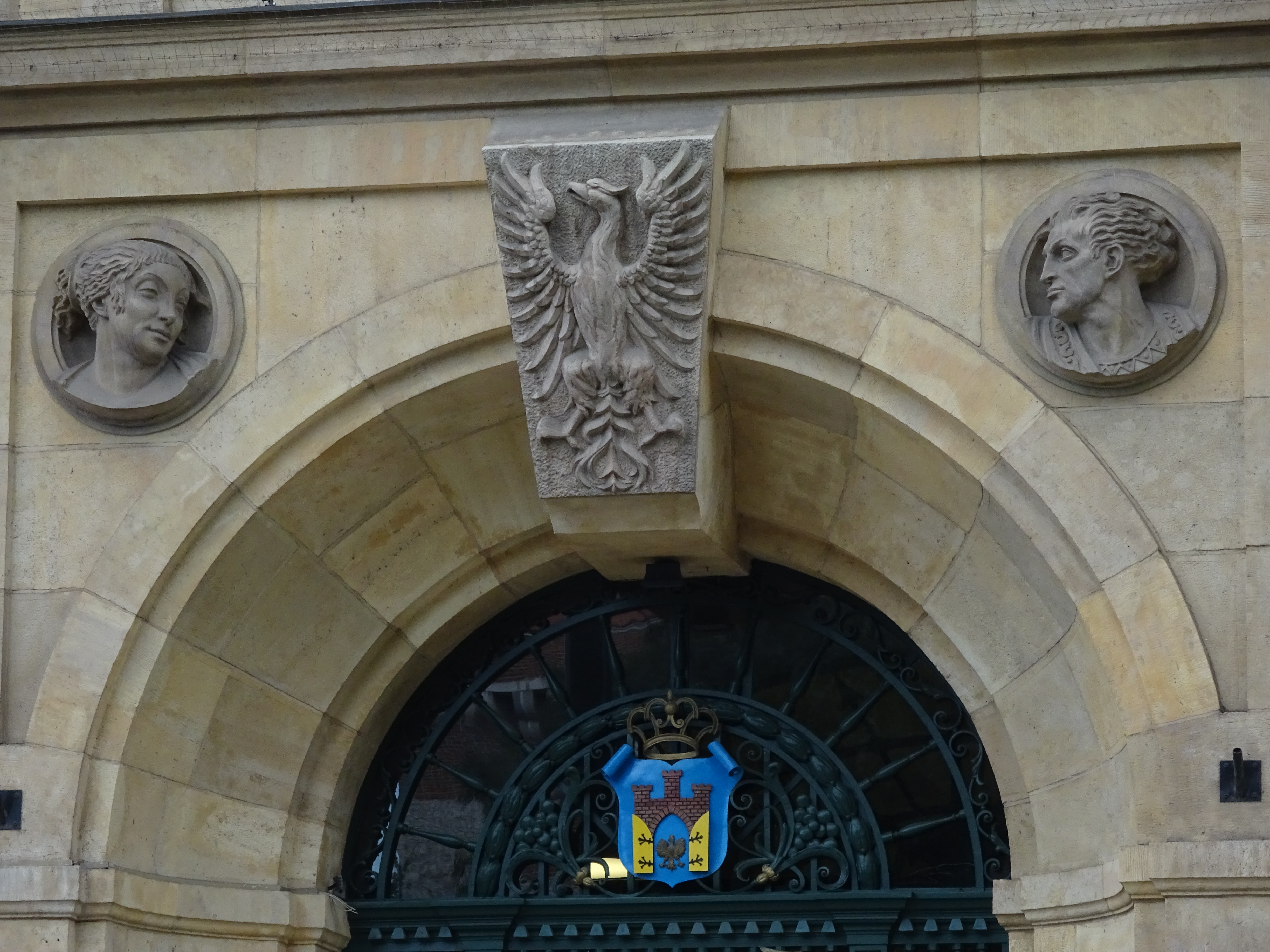
Płaskorzeźby medalionów i orła, Stanisław Popławski, prawdopodobnie między 1921 a 1925
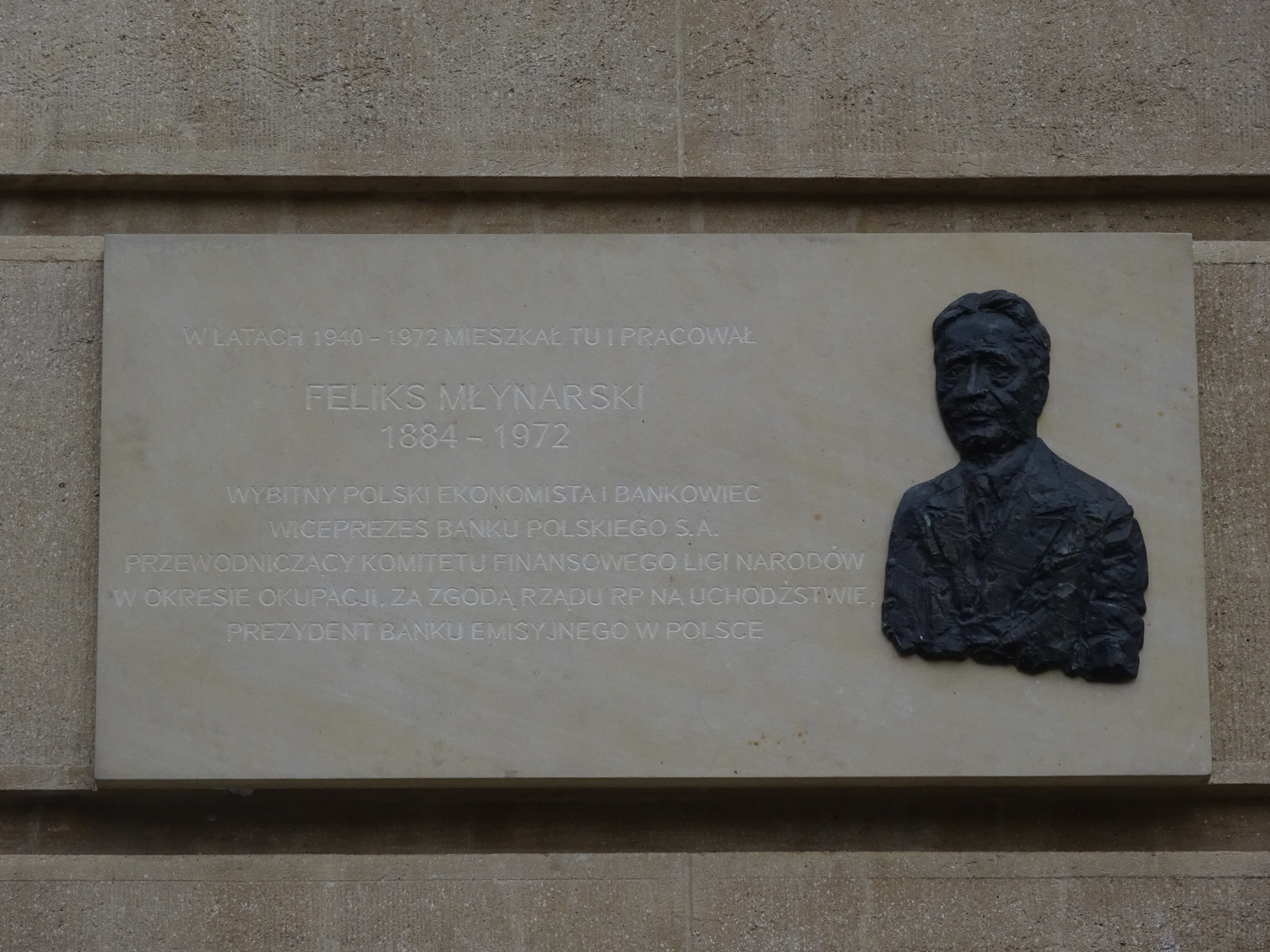
Tablica upamiętniająca Feliksa Młynarskiego, 2017
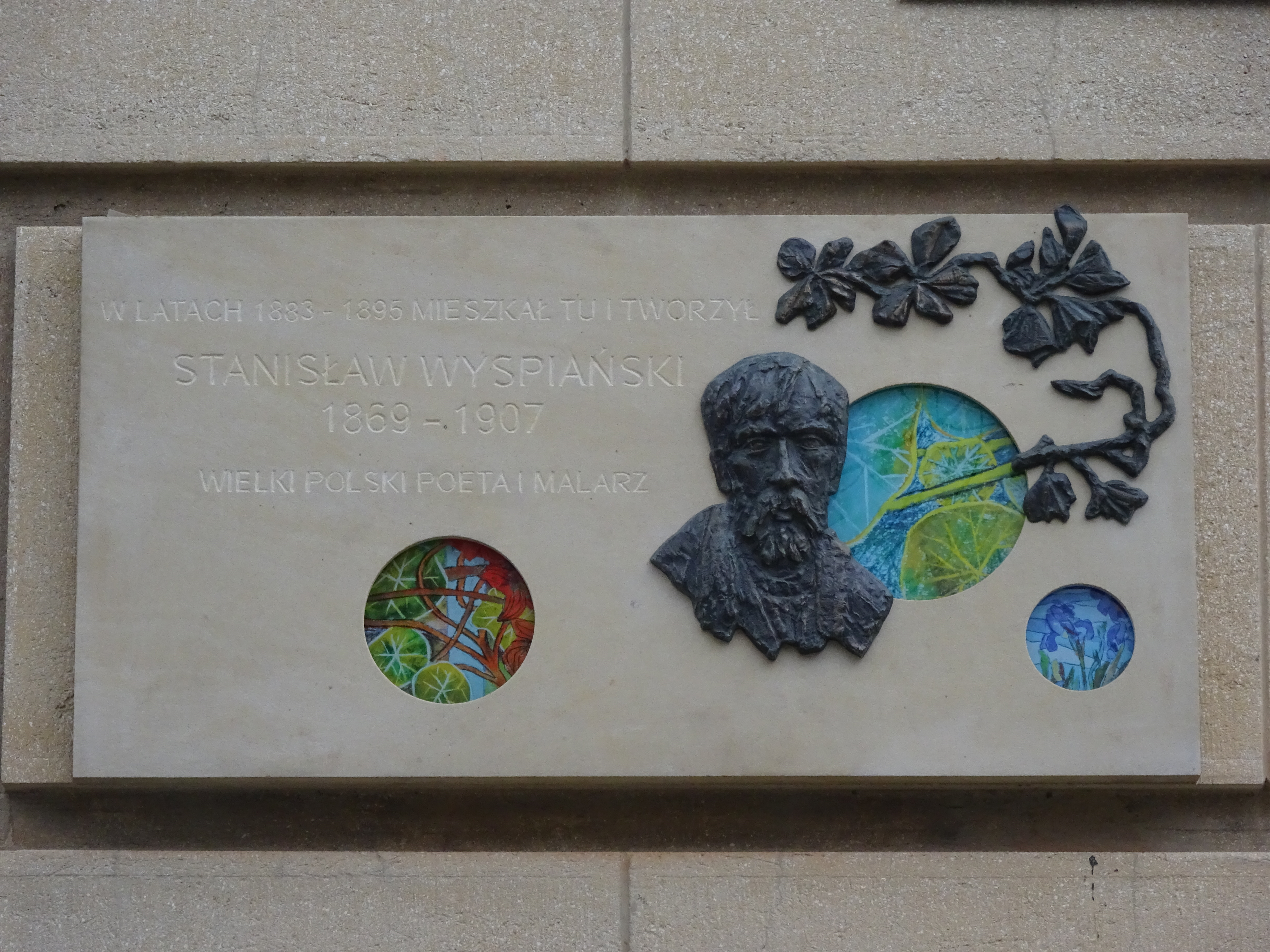
Tablica upamiętniająca Stanisława Wyspiańskiego, 2017
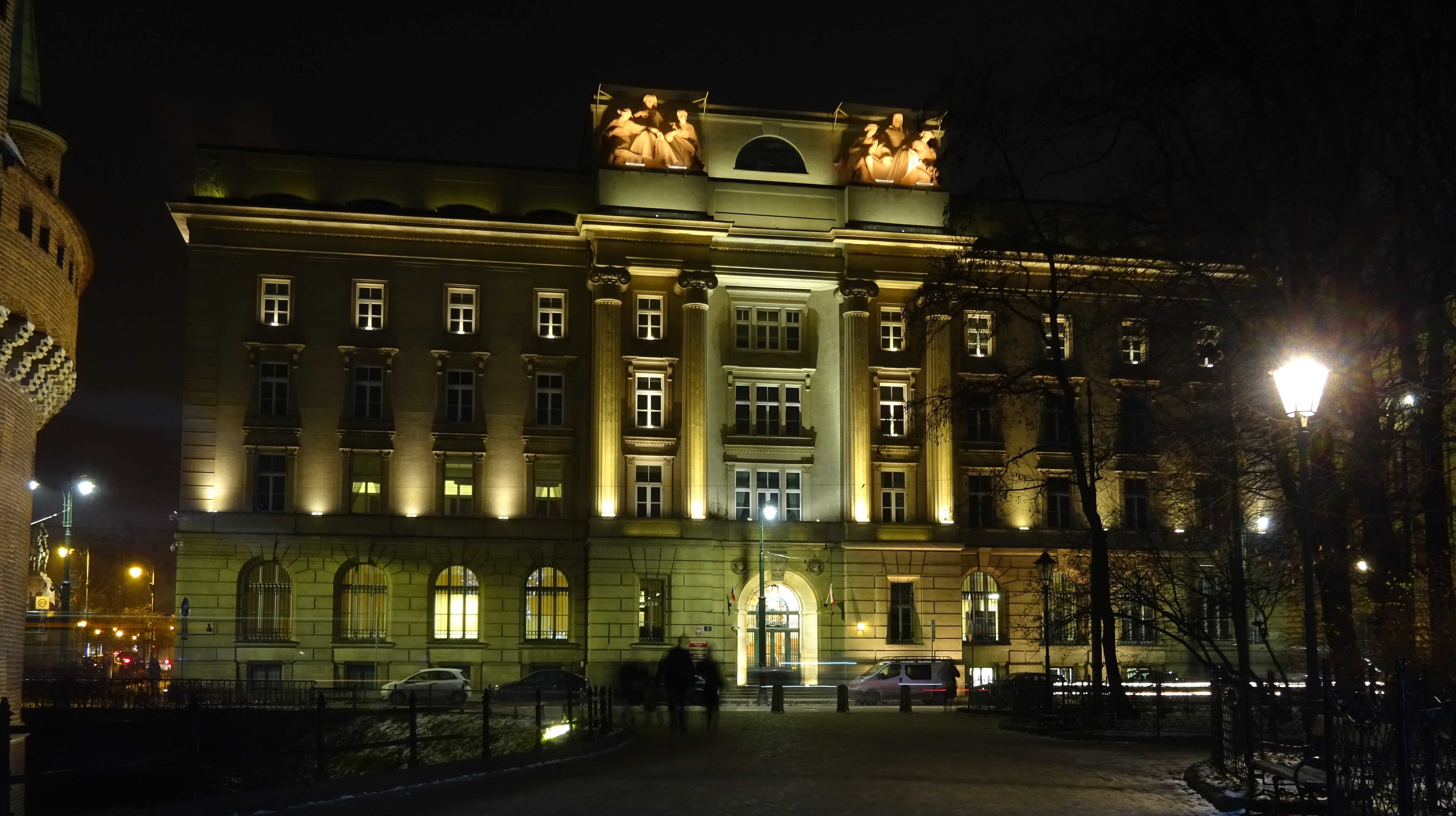
Gmach Narodowego Banku Polskiego nocą